# بنجامين باتلر (رسام)
بنجامين باتلر (بالإنجليزية: Benjamin Butler)‏ هو رسام أمريكي، ولد في 20 أبريل 1975.